# William Drake Westervelt

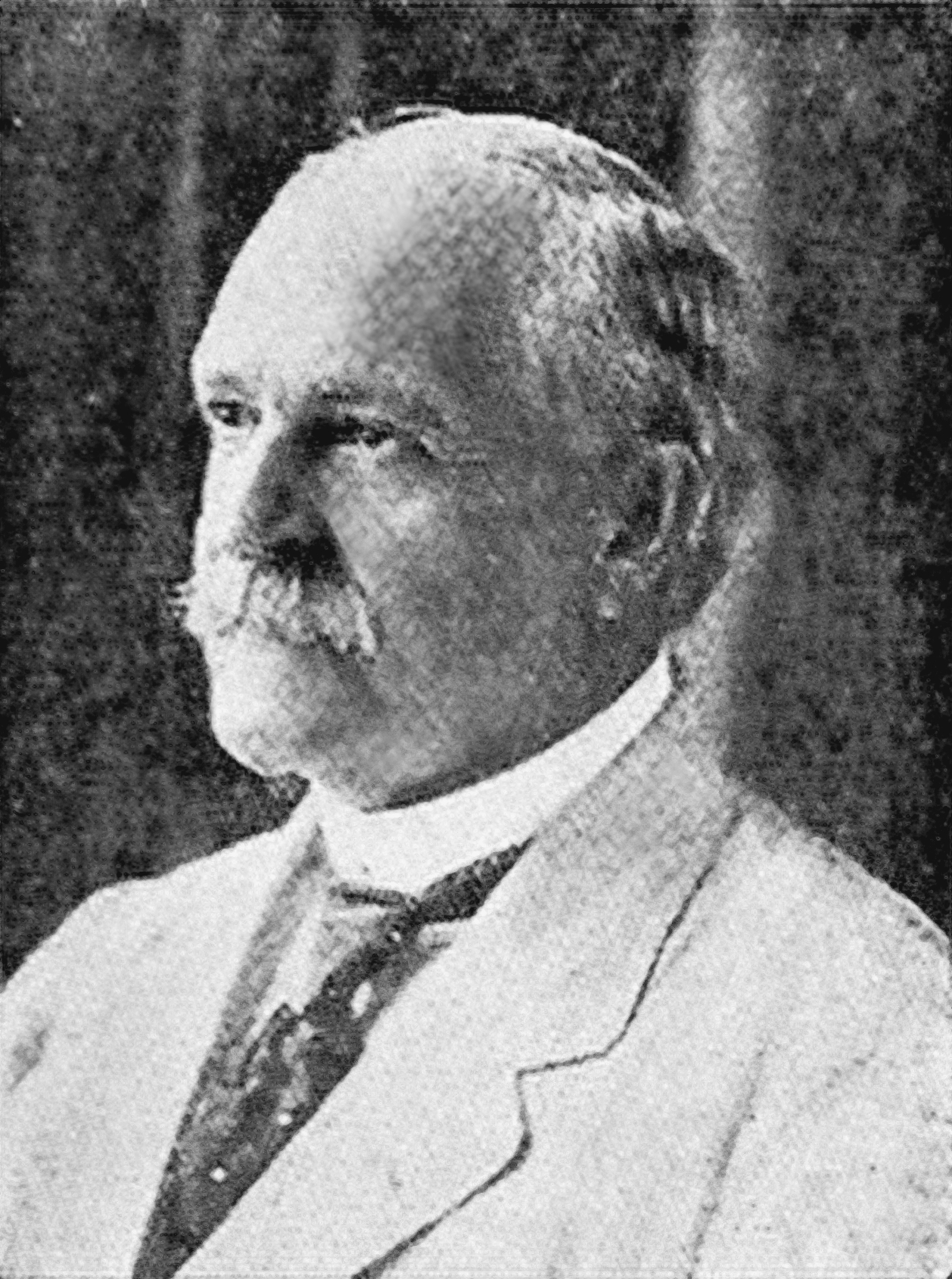
William Drake Westervelt (circa 1916)

William Drake Westervelt (26. Dezember 1849 in Oberlin, Ohio – 9. März 1939 in Waikīkī) war der Autor mehrerer Bücher und Zeitschriften über hawaiische Geschichte und Legenden. Er stützte sich auf die Sammlungen von David Malo, Samuel Kamakau und Abraham Fornander, um die hawaiische Folklore in seinen Legends of Maui (1910), Legends of Old Honolulu (1915), Legends of Gods and Ghost-Gods (1915), Hawaiian Legends of Volcanoes (1916) und Hawaiian Historical Legends (1923) zu popularisieren.

## Leben
William D. Westervelt schloss das Oberlin College 1871 mit einem B.A. und das Oberlin Theological Seminary 1874 mit einem B.D. ab. Er war Pfarrer von Kirchen in Cleveland, Ohio und Colorado und ließ sich 1899 in Hawaii nieder, wo er die Nachfahrin eines Missionars, Caroline Dickinson Castle (1859–1941), heiratete. Nachdem die Hawaiian Historical Society neu gegründet worden war, arbeitete er ab 1908 als Korrespondenzsekretär. Später war er Schatzmeister und Präsident.
Westervelts Interesse an der hawaiischen Mythologie war eine Nebentätigkeit, die zu zahlreichen Zeitschriften- und Zeitungsartikeln führte, von denen viele in seinen verschiedenen Sammlungen abgedruckt wurden. Er gilt als einer der besten Kenner der hawaiischen Inselfolklore in englischer Sprache. Seine Anthologien der hawaiischen Mythen, Legenden und volkstümlichen Geschichten gelten als eine der besten englischen Versionen der hawaiischen Auffassung von Heiligem und Profanem.
Das Oberlin College verlieh Westervelt 1926 den Ehrentitel Doctor of Divinity. Er starb in seinem Haus in Waikīkī im März 1939.